# Guitare slide
« Lap steel guitar » redirige ici. Pour la steel guitar, voir Lap steel guitar.

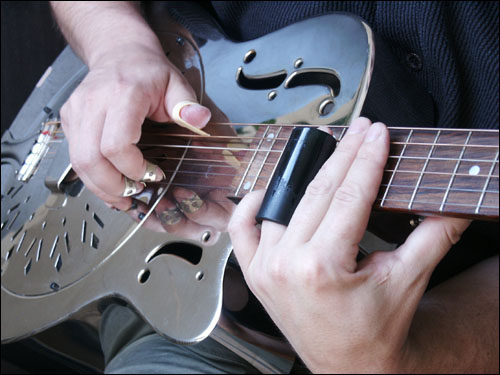
Exemple de l'utilisation du bottleneck, des fingerpicks sur une guitare Dobro.

Guitare slide (ou également guitare à bottleneck) est une technique guitaristique. Le terme slide (littéralement glisser) se réfère au fait que le support pour obtenir cet effet (le slider ou bottleneck) est glissé sur le manche de l'instrument en contact avec les cordes. Le bottleneck (goulot de bouteille) renvoie au matériau utilisé à l'origine (en verre). L'effet obtenu est similaire à celui obtenu avec le bend, à la différence que le musicien ne va pas modifier la tension des cordes en les tirant vers le haut mais en modifie l'intonation par le frottement du slider.
Avec cette technique, il est possible de modifier l'intonation des notes de façon continue en passant par glissato d'une note à l'autre sans aucune interruption.